# McCaig's Tower

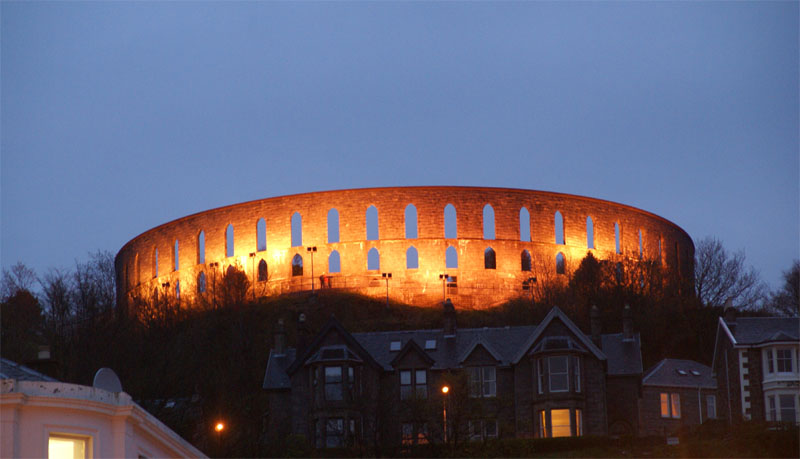
McCaig's Tower 's avonds in Oban

McCaig's Tower is een negentiende-eeuws, Colosseum-achtig gebouw in Oban in de Schotse regio Argyll and Bute. De toren staat ook bekend onder de naam McCaig's Folly.

## Geschiedenis
De filantropische bankier John Stuart McCaig financierde vanaf 1897 tot 1902 de bouw van wat McCaig's Tower zou gaan heten. Er werd voornamelijk in de wintermaanden gebouwd, wanneer anders veel plaatselijke metselaars werkloos zouden zijn geweest. Met zijn dood op 29 juni 1902 stopte de constructie. Het was McCaigs idee om een gebouw gelijkende op het Colosseum neer te zetten. In de open ramen moesten beelden komen en erin een museum en kunstgalerij. Het was vrijwel zeker een folly, want naast een filantropische actie, bedoelde hij het als monument voor hemzelf en zijn familie.

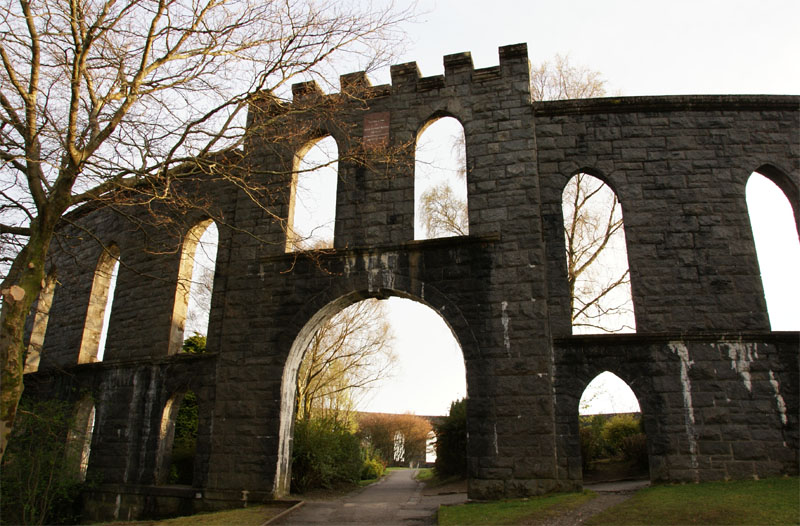
Ingang van McCaig's Tower

## Bouw
De toren staat ongeveer zeventig meter boven zeeniveau op de heuvel Battery Hill in Oban. De hoogte van de muren verschilt van negen tot veertien meter afhankelijk van hoe de grond loopt. De wanden zijn meer dan 61 centimeter dik en lopen in een omtrek van ongeveer 192 meter. 
De toegangspoort heeft twee ramen erboven; in het laagste deel zijn er 44 ramen, terwijl op het hoogste deel er vijftig zijn. De toren heeft destijds meer dan 5000 pond gekost.